# 鈴木真一 (編集技師)
鈴木 真一（すずき しんいち、1977年1月18日 - ）は日本の編集技師。日本映画学校（現・日本映画大学）15期卒業。東京都北区滝野川出身。

## 人物・来歴
日本映画学校の講師であった境誠一の紹介で、卒業と同時に宮島竜治に師事。2003年よりフリーランスの映画編集部として活動中。

## 助手作品
- 『HAZAN』(五十嵐匠監督/2004年1月2日(金)公開)
- 『ハサミ男』(池田敏春監督/2005年3月19日(土)公開)
- 『69 sixty nine』(李相日監督/2004年7月10日(土)公開)
- 『ウルトラQ dark fantasy』(八木毅監督ほか/2004年4月6日〜9月28日放送/全26回)
- 『スクラップ・ヘブン』(李相日監督/2005年10月8日(土)公開)
- 『アダン』(五十嵐匠監督/2006年5月20日(土)公開)
- 『リンダリンダリンダ』(山下敦弘監督/2005年7月23日(土)公開)
- 『死者の書』(川本喜八郎監督/2006年2月11日(土)公開)
- 『キャッチボール屋』(大崎章監督/2006年10月21日(土)公開)
- 『トリック劇場版2』(堤幸彦監督/2006年6月10日(土)公開)
- 『明日の記憶』(堤幸彦監督/2006年5月13日(土)公開)
- 『サイレン 〜FORBIDDEN SIREN〜』(堤幸彦監督/2006年2月11日(土)公開)
- 『バックダンサーズ!』(永山耕三監督/2006年9月9日(土)公開)
- 『恋しくて』(中江裕司監督/2007年4月14日(土)公開)
- 『大奥』(林徹監督/2006年12月23日(土)公開)
- 『ブラブラバンバン』(草野陽花監督/2008年3月15日(土)公開)
- 『明日への遺言』(小泉堯史監督/2008年3月1日(土)公開)
- 『しあわせのかおり』(三原光尋監督/2008年10月11日(土)公開)
- 『K-20 怪人二十面相・伝』(佐藤嗣麻子監督/2008年12月20日(土)公開)
- 『BALLAD 名もなき恋のうた』(山崎貴監督/2009年9月5日(土)公開)
- 『BECK』(堤幸彦監督/2010年9月4日(土)公開)
- 『ゲゲゲの女房』(鈴木卓爾監督/2010年11月20日(土)公開)

## 技師作品

### 映画
- 『かぞくのひけつ』 (小林聖太郎監督)[2]
- 『カフェ代官山〜Sweet Boys〜』(武正晴監督)
- 『宇宙で1番ワガママな星』(伊東寛晃監督)
- 『ウルトラマンゼロ THE MOVIE 超決戦!ベリアル銀河帝国』(アベユーイチ監督)[3]
- 『ゴーストライターホテル』(伊東寛晃監督)
- 『センチメンタルヤスコ』(堀江慶監督)
- 『シェアハウス』(喜多一郎監督)
- 『外事警察 その男に騙されるな』(堀切園健太郎監督/東映)[4]
- 『パーマネント ランド』(中江和仁監督/ndjc2011)[5][6]
- 『偉大なる、しゅららぼん』(水落豊監督/東映)[7]
- 『GOSPEL』(松永大司監督)[8]
- 『鉄馬と風』(浅沼直也監督/ndjc2013)
- 『青鬼』(小林大介監督)[9]
- 『ズタボロ』(橋本一監督/東映)
- 『ヒメアノ〜ル』(吉田恵輔監督/日活)
- 『HIGH&LOW THE MOVIE』(久保茂昭監督/松竹)
- 『SENIOR MAN』(吉野主監督/ndjc2016)
- 『嘘を愛する女』(中江和仁監督/東宝)
- 『僕の彼女は魔法使い』(清田英樹監督/日活)
- 『最後の審判』(川上信也監督/ndjc2018)
- 『飄々 〜拝啓、大塚康生様〜』(宇城秀紀監督/トムス・エンタテインメント)
- 『弱虫ペダル』(三木康一郎監督/松竹)
- 『劇場版 がんばれ!TEAM NACS』（堀切園健太郎監督/東宝）
- 『劇場版「きのう何食べた?」』（中江和仁監督/東宝）
- 『瞼の高校生』（藤田直哉監督/SKIPシティデジタルプラザ 川口市）

### テレビドラマ・ドキュメンタリー・配信ドラマ
- 『高校デビュー 〜デビュー直前集中講座〜』(英勉監督/LISMOドラマ)
- 『ドラマJOKER 東野圭吾ドラマシリーズ“笑”』(水落豊監督ほか/ J:COMオンデマンド / auスマートフォン ビデオパス・スマートパス)
- 『ヒーローたちの壮絶人生　24時間俳優だった～松田優作と妻・美由紀の10年～』(NHK)
- 『書店員ミチルの身の上話』(合津直枝監督/テレビマンユニオン/NHK)[10]
- 『おとりよせ王子 飯田好実』(筧昌也監督ほか/名古屋テレビ放送)
- 『翳りゆく夏』(波多野貴文監督/WOWOW)
- 『アカギ』(岩本仁志監督ほか/BSスカパー)
- 『スニッファー 嗅覚捜査官』(堀切園健太郎監督ほか/NHK)
- 『ドラマスペシャル 警部補・碓氷弘一 〜殺しのエチュード〜』(波多野貴文監督/テレビ朝日)
- 『アカギ「竜崎・矢木編 ／市川編」』(岩本仁志監督ほか/BSスカパー)
- 『フェイクニュース あるいはどこか遠くの戦争の話』(堀切園健太郎監督ほか/NHK)
- 『ドラマ24 きのう何食べた?』（中江和仁監督/テレビ東京）
- 『きのう何食べた?正月スペシャル2020』（中江和仁監督他/テレビ東京）
- 『がんばれ!TEAM NACS』（堀切園健太郎・上條大輔監督/WOWOW・アミューズ）
- 『ただ離婚してないだけ』（安里麻里監督他/テレビ東京）
- 『星新一の不思議な不思議な短編ドラマ 〜善良な市民同盟〜』（安里麻里監督/NHK）
- 『脚本芸人』（風間太樹監督/フジテレビ）
- 『silent』（風間太樹監督ほか/フジテレビ）
- 『シコふんじゃった！』（片島章三監督ほか/Disney+）
- 『NHKスペシャル 南海トラフ巨大地震』（橋爪紳一朗監督/NHK）
- 『ドラマ24 きのう何食べた? season2』（中江和仁監督他/テレビ東京）
- 『君が獣になる前に』（安里麻里監督他/テレビ東京）
- 『Shrink』（中江和仁監督/NHK）
- 『バニラな毎日』（一木正恵監督他/NHK）

## 予告編
- 『トントンギコギコ図工の時間』(野中真理子監督/2003)[11]

## 車両部
- 『歌謡曲だよ、人生は 第八話「乙女のワルツ」』(宮島竜治監督/オムニバス映画/2006)